# مؤسسة جون تمبلتون
مؤسسة جون تمبلتون (مؤسسة تمبلتون) هي منظمة خيرية تعكس أفكار مؤسسها، جون تمبلتون، الذي أصبح ثريًا بعد مهنة كمستثمر مناقض وأراد دعم التقدم في المعرفة الدينية والروحية، خاصة عند تقاطع الدين والعلم. كما سعى إلى تمويل الأبحاث حول أساليب تعزيز وتطوير الشخصية الأخلاقية والذكاء والإبداع لدى الناس، وتعزيز الأسواق الحرة. في عام 2008، حصلت المؤسسة على وسام العلوم الإنسانية الوطنية. في عام 2016، أطلقت عليها Inside Philanthropy اسم «المؤسسة الكبيرة الأكثر غرابة أو الأكثر إثارة للاهتمام».